# .ps
.ps este un domeniu de internet de nivel superior, pentru Teritoriile Palestiniene (ccTLD).